# جدول پیشایندی
در آمار، جدول پیشایندی نوعی جدول در شکل ماتریس است، که توزیع فراوانی متغییرها را نشان می‌دهد. اولین بار کارل پیرسون در «نظریه پیشایندی و ارتباط آن با تجمع و همبستگی معمولی» از واژه جدول پیشایندی استفاده کرد، که بخشی از خاطرات مجموعه تحقیقات بیومتریک برای شرکت دراپرز بود و در سال ۱۹۰۴ منتشر شد.
یکی از مسائل مهم در آمار چندمتغیره، یافتن ساختار وابستگی (-مستقیم) بر اساس متغیرهایی است که در جداول پیشایندی بالا-بعدی یافت می‌شوند. اگر برخی از این متغیرهای مستقل مشروط معلوم باشند، سپس حتی ذخیره داده‌ها را می‌توان به روشی هوشمندانه‌تر انجام داد. می‌توان برای انجام این کار از مفهوم نظریه اطلاعات کمک گرفت، که اطلاعات را تنها از توزیع احتمال به‌دست می‌آورد، و می‌توان با استفاده از فراوانی‌های نسبی، آن‌را به راحتی از جداول پیشایندی استنباط کرد.

## مثال
فرض کنید ما دو متغیر داریم، جنسیت (مذکر و مونث) و راست‌دستی و چپ‌دستی (راست‌دست و چپ‌دست). سپس فرض کنید، می‌خواهیم برای مطالعه اختلاف راست‌دستی یا چپ‌دستی با توجه به جنس، ۱۰۰ نفر را به عنوان نمونه از جامعه آماری بسیار بزرگ انتخاب کنیم. می‌توان برای نشان دادن تعداد افراد مذکر و راست‌دست، مذکر و چپ‌دست، مونث راست‌دست و مونث چپ‌دست، از یک جدول پیشایندی استفاده کرد. در زیر چنین جدولی نشان داده شده‌است.
|       | راست‌دست | چپ‌دست | مجموع |
| ----- | ------- | ----- | ----- |
| مذکر  | ۴۳      | ۹     | ۵۲    |
| مونث  | ۴۴      | ۴     | ۴۸    |
| مجموع | ۸۷      | ۱۳    | ۱۰۰   |

به تعداد زنان و مردان چپ‌دست و راست‌دست، مجموع مرزی گویند. مجموع کل نیز که تعداد افراد را در جدول پیشایندی نمایش می‌دهد، عددی در گوشه پایین و سمت چپ است.
این جدول به ما نشان می‌دهد که تعداد مردان راست‌دست تقریباً برابر تعداد زنان راست‌دست است، اگرچه مقدارشان دقیقاً یکسان نیست. معناداری آماری بین این دو عدد می‌توان با آزمون‌های مختلف آماری مانند آزمون مجذور مربع پیرسون، آزمون جی، آزمون دقیق فیشر و آزمون برنارد، بدست آورد. اگر این اعداد در ستون‌های مختلف، به‌طور قابل ملاحظه‌ای متفاوت باشند، ما شاهد یک پیشایندی در میان این دو متغیر خواهیم بود. به عبارتی دیگر، این دو متغیر مستقل نیستند. اگر هیچ پیشایندی وجود نداشته باشد، ما خواهیم دید که این دو متغیر مستقل‌اند.

## میزان وابستگی
می‌توان درجه وابستگی بین دو متغیر را با تعدادی از ضرایب بدست آورد: ساده‌ترین آن، ضریب فی است:
{\displaystyle \phi ={\sqrt {\frac {\chi ^{2}}{N}}},}
در این رابطه χ2 از آزمون مجذور مربع پیرسون بدست می‌آید، و N مجموع کلی مشاهدات است. ɸ از ۰ (نشان‌دهنده نبود وابستگی بین متغییرها) تا ۱ یا -۱ (نشان‌دهنده وابستگی کامل) متغیر است.